# Tin Hinan
Tin Hinan ("Quella delle Tende", in tuareg) fu, secondo le tradizioni orali, la progenitrice dei Kel Ahaggar (Tuareg del Nord).
Viene anche indicata con l'appellativo di Regina dell'Ahaggar, e dai Tuareg come Tamenokalt,  che nella loro lingua significa regina. La denominazione quella delle tende viene anche resa come la madre di noi tutti.
Numerosi racconti tradizionali esistono su di lei, e, dal momento che questa eroina leggendaria ha colpito la fantasia degli Europei, non mancano le opere letterarie (e, recentemente, cinematografiche) che dalla sua figura hanno preso spunto.

## Le tradizioni orali
Le tradizioni orali su Tin Hinan sono state raccolte in diversi momenti e in diversi luoghi da vari autori, linguisti, etnologi e antropologi, e nel volume di Pandolfi (1998) è possibile passare in rassegna tutte le versioni esistenti.
Su alcuni punti vi è una concordanza quasi completa tra tutte le fonti: Tin Hinan sarebbe stata una nobile donna musulmana, giunta nella regione dell'Ahaggar provenendo dal Tafilalet (una regione del sud del Marocco) in compagnia di una ancella, Takama, in un'epoca in cui la regione era ancora abitata dagli Isebeten, il popolo che precedette su queste terre gli odierni Tuareg (forse gli ultimi Garamanti?). Questi Isebeten erano molto ingenui e primitivi, praticavano l'idolatria e parlavano un dialetto berbero considerato "rozzo" dai tuareg.
Partendo da questa base comune, le varie tradizioni si differenziano poi al momento di definire con precisione quale fu la discendenza di Tin Hinan (e quella di Takama). In generale, si sostiene che le tribù più nobili discendono da Tin Hinan e quelle "vassalle" da Takama. I Kel Ghela, in particolare, il gruppo considerato più nobile ed al cui interno viene di solito scelto l'amenukal dell'Ahaggar, sostengono di discendere da Kella, figlia o nipote di Tin Hinan, che avrebbe sposato il primo amenokal di cui si serbi memoria, Sidi ag Mohammed Elkhir.

## La "Tomba di Tin Hinan"
A rafforzare le narrazioni che asseriscono l'autenticità storica di Tin Hinan vi è un colossale monumento megalitico, situato nei pressi di Abalessa, che viene da tutti indicato come "la tomba di Tin Hinan". Si tratta di uno di quei monumenti megalitici noti come édebni, formati dall'accumulo di massi che possono avere le forme più varie (a tumulo, a mezzaluna, ecc.), che per i Tuareg sarebbero le tombe degli Ijabbaren, popolazione di giganti dell'antichità.
Alcune campagne di scavo, in particolare quella ad opera di M. Reygasse nel 1935, hanno cercato di investigarlo. Il monumento è alquanto complesso, contenendo non meno di undici vani sotterranei circondati da una spessa muraglia. All'interno di una di queste stanze, venne in effetti rinvenuta una tomba contenente uno scheletro di donna circondato da un ricco corredo funebre. L'analisi di tali resti ha dato questi esiti:
"spalle larghe; piedi piccoli; statura molto alta (tra 172 e 175 cm). Patologia: lesioni evidenti di artrosi lombare localizzate a destra e accompagnate da deformazioni delle vertebre lombari e dell'osso sacro"
Il dato interessante che emerge da questa analisi (in pratica, la donna sepolta doveva zoppicare) è la congruenza che si ha con le indicazioni di Ibn Khaldun, il quale afferma che la progenitrice degli Hawwara (cioè Ihawwaren, oggi Ihaggaren o Kel Ahaggar) era una certa Tiski "la zoppa".
Per il resto, va osservato che la datazione della sepoltura oscilla tra il IV e il V secolo, come confermato non solo dallo stile del vasellame, delle lampade a olio di stile in uso presso gli antichi romani del III secolo d.C., ma anche dalla datazione al radiocarbonio del legno di cui è costituito il letto funebre.
La datazione è quindi precedente di circa tre secoli la nascita dell'Islam, per cui la pretesa che la progenitrice sepolta in quella tomba fosse musulmana deve essere considerata erronea. Viceversa, sembra che il tipo architettonico del monumento funebre appartenga ad una tradizione che ha il Tafilalet come uno dei suoi centri più importanti. In definitiva, considerando anche il fatto che lo sposo di Kella non sembra risalire al di là del XVIII secolo, sembra logico pensare che le tribù nobili dell'Ahaggar si siano forgiate una ascendenza estremamente antica impadronendosi della memoria, ormai persa nelle nebbie del tempo, di questa antica regina del Sahara.

## Antinea
Quando gli europei vennero a contatto con la civiltà dei Tuareg, rimasero impressionati da molti tratti di questo popolo così misterioso e così fiero. Un tratto che colpì molto la fantasia fu il ruolo della donna in quella società. Contrariamente agli usi delle altre popolazioni islamiche la società tuareg dava grande spazio alle donne, che non si velavano (a differenza degli uomini), che avevano una libertà di costumi impensabile, e oltretutto erano titolari del diritto di trasmettere il potere ai capi supremi (amenukal) per via matrilineare.
I racconti sulla leggendaria figura di Tin Hinan, mitica regina di un popolo misterioso spinsero lo scrittore francese Pierre Benoît a comporre un romanzo avventuroso, L'Atlantide, che ebbe subito enorme successo di vendita e venne tradotto in varie lingue. In questo romanzo si immaginava che il misterioso paese di Atlantide non fosse da ricercarsi nel mare bensì in un mare di sabbia, il deserto del Sahara, e che il popolo di Atlantide fosse governato da una misteriosa e inquietante regina, Antinea, evidentemente ispirata al personaggio di Tin Hinan.
Sulla scia di questo romanzo nacque tutto un filone di testi letterari e in seguito di fiction cinematografica e televisiva ispirato a un'Atlantide nel deserto con una donna a capo di un popolo. Il filone è parodiato nel film Totò sceicco, in cui il comico Totò incontra la leggendaria regina. La leggenda di Tin Hinan ha superato i secoli e si rinnova sotto nuove forme fin nel terzo millennio.